# Thomas Kerkring
Thomas Kerkring (* 14. Jahrhundert; † Karwoche 1451 in Lübeck) war ein deutscher Ratsherr der Hansestadt Lübeck.

## Leben
Kerkring war Sohn des Lübecker Bürgers Gottfried Kerkring. Er wurde 1428 in den Lübecker Rat erwählt. An Trinitatis 1429 war er bereits Mitglied der patrizischen Lübecker Zirkelgesellschaft. In Testamenten Lübecker Bürger wird er ab 1406 häufiger als Urkundszeuge und als Vormund aufgeführt.
Thomas Kerkring war dreimal verheiratet. Dem Siechenhaus der (alten) St.-Jürgen-Kapelle (Lübeck) vermachte er als dessen Vorsteher testamentarisch den Betrag von 1000 Mark Lübisch, damit dort samstäglich auf alle Zeit für die Familie Kerkring ein Salve Regina gesungen werde.
Er bewohnte das Haus Schüsselbuden 2 in der Lübecker Altstadt. Von dem bei Luftangriff auf Lübeck 1942 zerstörten Eckhaus Schüsselbuden 2/Mengstraße blieb der gotische Gewölbekeller erhalten sowie an der vorderen südlichen Seitenwand des Erdgeschosses eine großformatige mittelalterliche Wandmalerei, die auf 1331–1338 datiert wird und die Anbetung der Heiligen Drei Könige zeigt. Diese wurde in den Neubau des Hauses 1958 integriert und ist heute im dortigen Ladengeschäft sichtbar. Als Rentenanlage hatte Thomas Kerkring 1428 den Hof Krempelsdorf und 1448 die Lübschen Güter Eckhorst und Groß Steinrade erworben.
Der Lübecker Ratsherr Wedeke Kerkring war sein Sohn.